# William Hearst
Pour les articles homonymes, voir Hearst.
William Howard Hearst (15 février 1864 – 29 septembre 1941), est un avocat et un homme politique ontarien (canadien anglais). Il était premier ministre de l'Ontario de 1914 jusqu'à sa défaite en 1919 sous la bannière du Parti conservateur de l'Ontario.

## Biographie
William Hearst est né dans le comté de Bruce au Haut-Canada (aujourd'hui Ontario). Il étudie le droit à Osgoode Hall, Toronto, et il devient avocat en 1888. Il pratique la loi à Sault-Sainte-Marie, où il prend de l'importance dans les affaires municipales. Il échoue à se faire élire à Algoma Est en 1894. En 1902, il organise le soutien en faveur de James Pliny Whitney dans le nord de l'Ontario.

## Carrière politique
Lors de l'élection ontarienne du 8 juin 1908, William bat le député sortant du Parti libéral de l'Ontario Charles Napier Smith et devient député du Parti conservateur de l'Ontario de la circonscription provinciale de Sault-Sainte-Marie. Il occupe ce mandat du 8 juin 1908 jusqu'à sa défaite à l'élection ontarienne du 23 septembre 1919. En 1911, il est nommé Ministre des forêts et des mines de l'Ontario.

## Premier ministre
Après la mort de James Whitney, le 25 septembre 1914, Hearst lui succède comme chef du Parti conservateur de l'Ontario et comme premier ministre de la province canadienne de l'Ontario, du 2 octobre 1914 jusqu'à sa défaite, le 14 novembre 1919.
Sous son administration une mesure  est prise visant à fournir une compensation aux ouvriers blessés. Il a pris des mesures pour aider ceux avec des problèmes de logement et fournir des prêts aux colons. L'hôpital de Orpington, en Angleterre, a été construit,  cadeau de la population de l'Ontario.
Son gouvernement vote une loi permettant aux femmes de voter aux élections provinciales et organise un référendum sur la prohibition de l'alcool.

### Défaite par les United Farmers
La consultation populaire se tient le même jour que les élections générales de 1919. Bien que la prohibition soit approuvée par les électeurs, le gouvernement de Hearst est défait de façon inattendue par le parti United Farmers of Ontario qui participait à sa première élection. Hearst est battu dans sa circonscription par le député ouvrier James Bertram Cunningham lors de élection ontarienne du 23 septembre 1919.

## Décès
William Hearst meurt à l'âge de 77 ans, le 29 septembre 1941, dans le centre-ville de Toronto. La ville de Hearst, dans le nord de la province, est nommée en son honneur. Il était franc-maçon.